# Odd-Bjørn Hjelmeset
Odd-Bjørn Hjelmeset (Nordfjordeid, 6 december 1971) is een Noorse langlaufer die gespecialiseerd is in de klassieke stijl. Bij de Olympische Winterspelen van 2002 won hij brons op de 50 kilometer klassiek. Bij de wereldkampioenschappen in 2007 behaalde hij goud op die afstand.
Hjelmeset was aan het begin van zijn carrière ook nog actief in de atletiek, hij behaalde twee keer een bronzen medaille bij de Noorse kampioenschappen op de 3000 meter steeple.

## Belangrijkste resultaten

### Wereldkampioenschappen
| Jaar | Plaats        | Resultaten                                                                                         |
| ---- | ------------- | -------------------------------------------------------------------------------------------------- |
| 1999 | Ramsau        | 10 km klassieke stijl · 17de 25 km achtervolging · 28ste 50 km klassieke stijl                     |
| 2001 | Lahti         | 15 km klassieke stijl · 5de 30 km klassieke stijl                                                  |
| 2003 | Val di Fiemme | 10de 15 km klassieke stijl 8ste 30 km klassieke stijl DNF 2x10 km achtervolging                    |
| 2005 | Oberstdorf    | 5de sprint klassieke stijl · DNF 2x15 km achtervolging · 50 km klassieke stijl · 4x10 km estafette |
| 2007 | Sapporo       | 7de sprint klassieke stijl · 50 km klassieke stijl                                                 |

### Olympische Winterspelen
| Jaar | Plaats         | Resultaten                                          |
| ---- | -------------- | --------------------------------------------------- |
| 2002 | Salt Lake City | 20ste 15 km klassieke stijl · 50 km klassieke stijl |
| 2006 | Turijn         | 27ste 15 km klassieke stijl                         |

### Eindstand algemene wereldbeker
| Seizoen   | Plaats |
| --------- | ------ |
| 1992/1993 | 98ste  |
| 1993/1994 | -      |
| 1994/1995 | 75ste  |
| 1995/1996 | 48ste  |
| 1996/1997 | 38ste  |
| 1997/1998 | 20ste  |
| 1998/1999 | 17de   |
| 1999/2000 | 3de    |
| 2000/2001 | 5de    |
| 2001/2002 | 25ste  |
| 2002/2003 | 25ste  |
| 2003/2004 | 35ste  |
| 2004/2005 | 14de   |
| 2005/2006 | 18de   |
| 2006/2007 | 5de    |